# Bromat de calci
El bromat de calci és un compost inorgànic del grup de les sals, constituït per anions bromat {\displaystyle {\ce {BrO3-}}}i cations calci {\displaystyle {\ce {Ca^{2+}}}}, la qual fórmula química és {\displaystyle {\ce {Ca(BrO3)2}}}.
Es presenta com el monhidrat {\displaystyle {\ce {Ca(BrO3)2*H2O}}} incolor, que cristal·litza en el sistema monoclínic. Perd l'aigua de cristal·lització per sota el 180 °C i es descompon a temperatures superiors donant bromur de calci {\displaystyle {\ce {CaBr2}}} i oxigen:
{\displaystyle {\ce {Ca(BrO3)2 ->[\Delta] CaBr2 + 3O2}}}La seva solubilitat en aigua és alta i, contràriament a la majoria de les sals, disminueix amb la temperatura passant de 230 g en 100 ml d'aigua a 20 °C a 181,3 g en 100 ml d'aigua a 80 °C.
Pot obtenir-se a partir de la reacció d'hidròxid de calci {\displaystyle {\ce {Ca(OH)2}}}amb bromat de sodi {\displaystyle {\ce {NaBrO3}}}, o per reacció del sulfat de calci {\displaystyle {\ce {CaSO4}}} amb el bromat de bari {\displaystyle {\ce {Ba(BrO3)2}}}. Les reaccions són:
{\displaystyle {\ce {Ca(OH)2 + 2 NaBrO3 -> Ca(BrO3)2 + 2NaOH}}}
El bromat de calci s'utilitza com a agent maduratiu i condicionador de la massa en les farines bromades. El seu codi alimentari és el E924b.